# Grand Falls-Windsor
Grand Falls-Windsor è una città del Canada, nella divisione No. 6 della provincia del Terranova e Labrador.